# Шлезвиг (град)
Шлезвиг (њем. Schleswig) град је у њемачкој савезној држави Шлезвиг-Холштајн. Једно је од 134 општинска средишта округа Шлезвиг-Фленсбург. Према процјени из 2010. у граду је живјело 24.029 становника. Посједује регионалну шифру (AGS) 1059075, NUTS (DEF0C) и LOCODE (DE SLS) код.

## Географски и демографски подаци
Шлезвиг се налази у савезној држави Шлезвиг-Холштајн у округу Шлезвиг-Фленсбург. Град се налази на надморској висини од 1 метара. Површина општине износи 24,3 km². У самом граду је, према процјени из 2010. године, живјело 24.029 становника. Просјечна густина становништва износи 989 становника/km².

## Међународна сарадња
| Мјесто       | Држава               | Врста сарадње | Од    |
| ------------ | -------------------- | ------------- | ----- |
| Хилингдон    | Уједињено Краљевство | партнерство   | 1958. |
| Мант ла Жоли | Француска            | партнерство   | 1958. |
| Вејле        | Данска               | партнерство   | 1977. |
|              | Пољска               | контакт       | 1992. |
| Саут Рибл    | Уједињено Краљевство | партнерство   | 1980. |
| Извор        |                      |               |       |